# Championnat de Djibouti de football 2014-2015
Navigation
Edition précédente Edition suivante
La saison 2014-2015 du Championnat de Djibouti de football est la 25e édition du championnat de première division nationale. Les dix clubs engagés sont regroupés au sein d'une poule unique où ils s'affrontent à deux reprises au cours de la saison. À l'issue du championnat, les deux derniers du classement final sont relégués et remplacés par les deux meilleurs clubs de Division 2.
C'est l'AS Ali Sabieh, double tenant du titre, qui remporte à nouveau la compétition cette saison après avoir terminé en tête du classement final, avec six points d'avance sur l'AS Port et dix sur le club de la Garde Républicaine. Il s'agit du quatrième titre de champion de Djibouti de l'histoire du club.

## Participants
- AS Ali Sabieh
- AS Port
- AS Compagnie Djibouti-Éthiopie
- Garde Républicaine FC
- AS Tadjourah
- Hôpital de Balbala FC - Promu de Division 2
- Association Jeunes Jago - Promu de Division 2
- AS Gendarmerie Nationale
- ONEAD/Horizon Djibouti
- Dikhil Football Club

## Compétition

### Classement
Le classement est établi sur le barème de points classique (victoire à 3 points, match nul à 1, défaite à 0). Pour départager les égalités, on tient d'abord compte de la différence de buts générale, puis du nombre de buts marqués, puis des confrontations directes.
| Rang | Équipe                         | Pts | J  | G  | N | P  | Bp | Bc | Diff |
| ---- | ------------------------------ | --- | -- | -- | - | -- | -- | -- | ---- |
| 1    | AS Ali SabiehT                 | 45  | 18 | 14 | 3 | 1  | 54 | 16 | +38  |
| 2    | AS Port                        | 39  | 18 | 12 | 3 | 3  | 35 | 18 | +17  |
| 3    | Garde Républicaine FCC         | 35  | 18 | 10 | 2 | 6  | 40 | 21 | +19  |
| 4    | Dikhil Football Club           | 31  | 18 | 8  | 7 | 3  | 25 | 16 | +9   |
| 5    | AS Tadjourah                   | 26  | 18 | 7  | 5 | 6  | 28 | 28 | 0    |
| 6    | AS Compagnie Djibouti-Éthiopie | 20  | 18 | 5  | 5 | 8  | 19 | 25 | -6   |
| 7    | Hôpital de Balbala FCP         | 20  | 18 | 6  | 2 | 10 | 20 | 25 | -5   |
| 8    | AS Gendarmerie Nationale       | 19  | 18 | 6  | 1 | 11 | 19 | 31 | -12  |
| 9    | Association Jeunes JagoP       | 12  | 18 | 3  | 3 | 12 | 18 | 50 | -32  |
| 10   | ONEAD/Horizon Djibouti         | 9   | 18 | 2  | 3 | 13 | 20 | 48 | -28  |

|  | Champion de Djibouti 2014-2015                                                    |
|  | Relégation en Division 2                                                          |
|  | T : Tenant du titre C : Vainqueur de la Coupe de Djibouti P : Promu de Division 2 |

## Bilan de la saison
| Championnat de Djibouti de football 2014-2015 |                           |
| Champion                                      | AS Ali Sabieh (4e titre)  |
| Coupes et trophées                            |                           |
| Vainqueur de la Coupe de Djibouti 2014-2015   | Garde Républicaine FC     |
| Qualifications continentales                  |                           |
| Ligue des champions de la CAF 2016            | Aucun                     |
| Coupe de la confédération 2016                | Aucun                     |
| Promotions et relégations                     |                           |
| Promus en Division 1                          | Université de Djibouti FC |
| Promus en Division 1                          | SDVK I                    |
| Relégués en Division 2                        | Association Jeunes Jago   |
| Relégués en Division 2                        | ONEAD/Horizon Djibouti    |